# Malais d'Indonésie

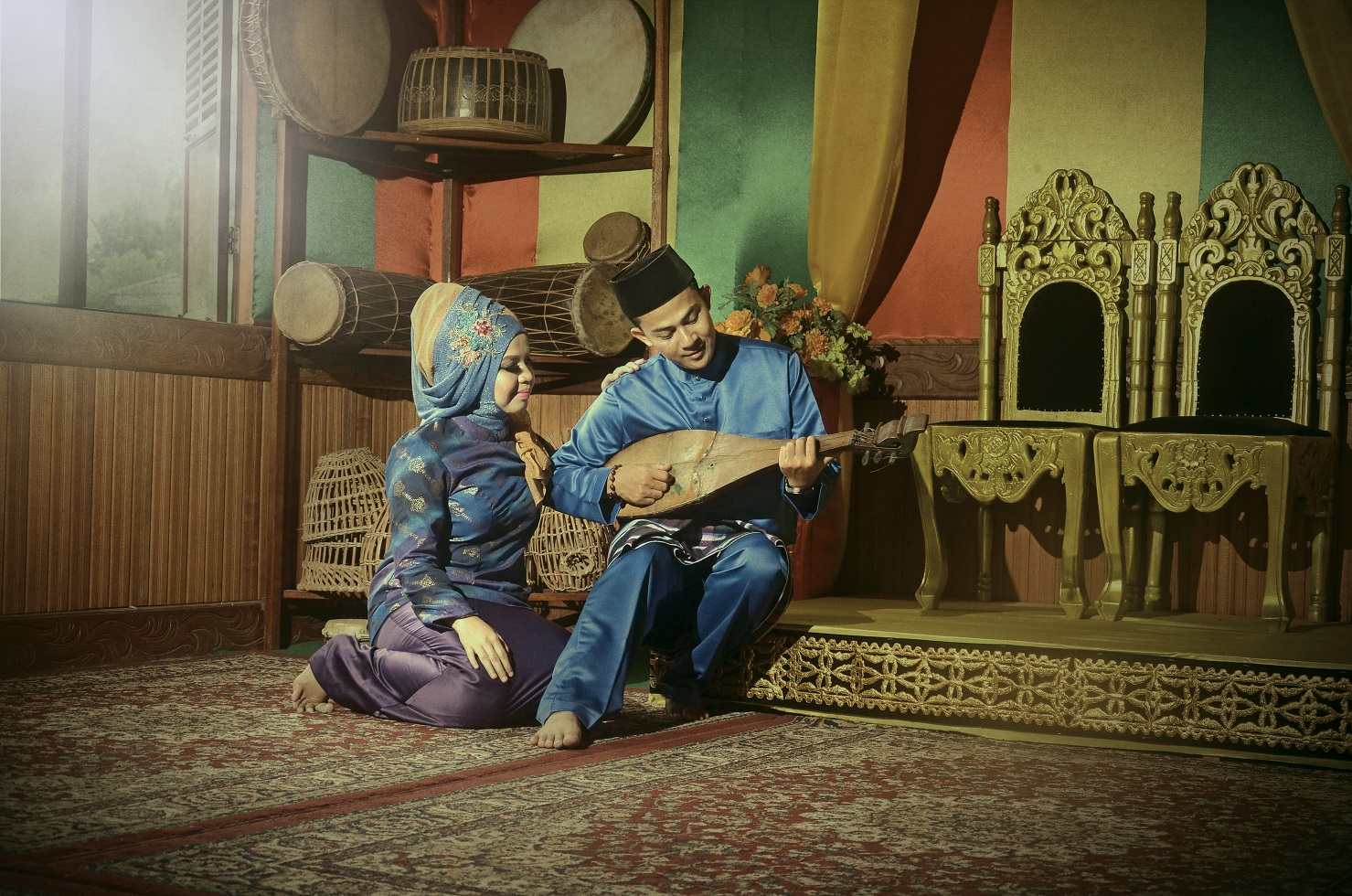
Un couple de Malais d'Indonésie de Riau accompagné de l'instrument traditionnel qanbüs.

Les Malais d'Indonésie sont des Malais qui vivent dans l'archipel indonésien.
En 2010, la population des Malais d'Indonésie était estimée à 5 365 399 personnes.
Les Indonésiens malais (MalayIndonesianMalay/Indonésiennes : Orang Melayu Indonesia; Jawi : ') sont des Malais d'origine ethnique vivant dans toute l'Indonésie. Ils sont l'un des peuples autochtones du pays. L'indonésien, la langue nationale de l'Indonésie, est une forme normalisée de malais du Riau. Il y avait de nombreux royaumes associés aux Malais indonésiens ainsi que d'autres ethnies dans ce qui est aujourd'hui l'Indonésie, principalement dans les îles de Bornéo et de Sumatra. Il s'agissait notamment de Srivijaya, du royaume de Melayu, de Dharmasraya, du sultanat de Deli, du sandiaire de Sri Sri-Indrapura, du sultanat de Riau-Lingga, du Sultanat de Bulungan, du Sultanat de Pontianak et du Sultanat de Sambas. Le recensement de 2010 indique qu'il y a 8 millions de Malais en Indonésie; ce chiffre provient de la classification des Malais dans l'est de Sumatra et la côte de Kalimantan qui est reconnue par le gouvernement indonésien. Cette classification est différente du recensement de la Malaisie et de Singapour, qui comprend tous les musulmans de souche de l'archipel indonésien (y compris. Acehnes, Banjarese, Bugis, Mandailing, Minangkabau et Javanese) comme Malais. 

## Historique
Muaro Jambi Temple Compounds situé à Kampar Regency, en Indonésie, est une preuve du patrimoine de civilisation du royaume de Melayu (un royaume centré dans l'est de Sumatra qui est à l'origine de la formation des Malais).

### Sumatra
Il existe divers royaumes et sultanats liés à l'histoire du peuple malais et d'autres ethnies sur l'île de Sumatra, tels que le royaume de Melayu, Srivijaya, Dharmasraya, le Sultanat de Deli, le sultanat de Siak Sri Indrapura, le sultanat d'Asahane, Riau Sultanatele sultanat de Riau-Lingga, le Sultanat de Riau, le Sultanat de Palembang, etc.

### Kalimantan
Il existe divers royaumes et sultanates liés à l'histoire du peuple malais et d'autres ethnies sur l'île de Kalimantan (a.k.a. Bornéo), comme le Royaume de Sanggau, le Sultanat de Pontianak, le Sultanat de Bulungan, le Sultanat de Berau, le Sultanat de Gunung Tabur, le sultanat de Sambaliung, le sultanat de Paser, le Sultanat de Kutai, etc.
Dans les incidents de Pontianak pendant l'occupation japonaise des Indes orientales néerlandaises, les Japonais massacrent la plupart de l'élite malaise et décapita tous les sultans malais de Kalimantan.
Au cours de la chute de Suharto, il y a eu une résurgence du nationalisme et de l'identité malaises dans le Kalimantan et les Malais et les Dayaks à Sambas massacré Madures au cours des émeutes de Sambas.

## Langue
Une fille en maladroite palembangaise dans le costume de Sriwijaya Gending
Articles principaux : Langue malaise, langues maliennes et histoire de la langue malaise
Sumatra est la patrie des langues malaises, qui couvre aujourd'hui tous les coins de l'Asie du Sud-Est. La langue indonésienne, qui est la langue officielle du pays et la lingua franca, était basée sur le malais du Riau. La langue malaise a une longue histoire, qui a un bilan littéraire dès le VIIe siècle apr. J.-C.. Une célèbre inscription malaise, la inscription de Kedukan Bukit, a été découverte par le Néerlandais M. Batenburg le 29 novembre 1920, à Kedukan Bukit, dans le sud de Sumatra, sur les rives du Tatang, un affluent du fleuve Musi. C'est une petite pierre de 45 x 80 cm. Il est écrit en Vieux Malais, un ancêtre possible du langage malais d'aujourd'hui et de ses variantes. La plupart des langues et dialectes malais parus en Indonésie sont mutuellement inintelligibles avec l'indonésien standard. Les plus parlés sont Palembang Malay (3,2 millions), Jambi Malais (1 million), Bengkulu Malay (1,6 million) et Banjarese (4 millions) (mais pas considéré comme un dialecte de Malais par ses locuteurs; son dialecte mineur est généralement appelé Bukit Malay). Outre les langues malaises appropriées, il existe plusieurs langues étroitement liées au malais comme Minangkabau, Kerinci, Kubu et d'autres. Ces langues sont étroitement liées au malaise, mais leurs locuteurs ne considèrent pas leur langue comme malaise. Il existe de nombreux créoles malais parlés dans le pays, en particulier dans l'est de l'Indonésie en raison de contacts de la partie occidentale de l'Indonésie et pendant la domination coloniale où Malais a remplacé le néerlandais en tant que lingua franca. Les créoles malais les plus connus en Indonésie sont Ambonese Malay, Betawi, Manado Malay et Papouan Malais

## Groupes sous-échaliques de malais indonésiens

### ethnies malaises en Indonésie
Une femme malaise palembangienne au costume de mariage traditionnel de Sumatera du Sud, en Indonésie, connue sous le nom d'Eesan Gede
Le peuple malais en Indonésie tombe dans diverses sous-ethnicités, chacun ayant sa propre variété linguistique, son histoire, ses vêtements, ses traditions et son sentiment d'identité commune. Selon Ananta et al. Les Indonésiens malais incluent:

#### Sumatra
- Langkat Malais
- Asahan Malays
- Malais de Riau
- Jambi Malais
- Mallais banyuasin
- Lahat Malais
  - Les Lematang (id)
  - Kikim
  - Pasemah peoplePeuple-m'huis (id)
    - Peuple gumai
    - Les kisams
    - Peuple Serawai
    - Personnes semendo
    - Peuple Semidang

  - Lintangs (id)
- Bengkulu Malais

#### Kalimantan
- Marais mabomariles
- Malais du Pontianak

#### Malais
- Akyles
- Orang Rimba
- Orang Laut
- BAfs-Batin
- Peuple Bonai
- Petalangan
- Talang Mamak
- Sekak Bangka

Une dame malée kénatainaise en résidence du Kalimantan du Sud et de l'Est, Indes orientales néerlandaises. Lithographie à une aquarelle originale c.  18791879-1880.

## Des Indonésiens malaisstiques

### Literature
- Andrea Hirata, auteur indonésien
- Raja Ali Haji, historien du XIXe siècle, membre de la maison royale de Riau-Lingga et Selangor et National Hero d'Indonésie

### Redevance
Princes malais de Sumatra oriental des Maisons royales de Deli, Langkat et Serdang
- Tuanku Sultan Otteman II - un ancien sultan de Deli, dans lequel la capitale du royaume était Medan, dans le nord de Sumatra.
- Sultan Ma'mun Al Rashid Perkasa Alamyah – 9e sultan du sultan de Deli Sultanate
- Sultan Hamid II – ancien sultan du sultan du sultanat de Pontianak
- Pangeran Ratu Winata Kusuma de Sambas – héritier du Sultanat de Sambas
- Sultan Syarif Kasim II – 12e sultan du sultan du sandi associatif

### Politique
- Marzuki Alie – Président du Conseil de représentation du peuple, mandat 2009-2014
- Hatta Rajasa – ministre de l'économie du deuxième cabinet de l'Union européenne. Auparavant, il était secrétaire d'État, ministre des Transports et ministre de la recherche et de la technologie au Cabinet d'assistance mutuelle (2001-2004).
- D. N. Aidit - l'ancien Secrétaire général du Parti communiste indonésien
- Tito Karnavian - Ministre du Ministre de l'intérieur. Auparavant, il était le chef de la Police nationale indonésienne de 2016 à 2019, et chef de l'Agence nationale de lutte contre le terrorisme en 2016.
- Amir Hamzah, poète indonésien et héros national d'Indonésie.
- Hamzah Haz, un homme politique indonésien. Il est à la tête du United Development Party (PPP) et a été le neuvième vice-président de 2001 à 2004.
- Yusril Ihza Mahendra – ancien président du Crescent Star Party
- Alex Noerdin, 15e gouverneur de Sumatra du Sud
- Muhammad Lukman Edy – ancien ministre chargé de l'accélération des régions défavorisées en 2007/2009
- Muhammad Sani, 2e gouverneur de l'île de Riau
- Rizal Nurdin – 15e gouverneur de Sumatra-Nord
- Le 13e gouverneur de Riau
- Tantowi Yahya - présentateur de télévision indonésien devenu politicien.

### Divertissements
- Ariel Peterpan, chanteur en chef du groupe indonésien Noah
- Carissa Putri – mannequin et actrice indonésienne
- Revalina Sayuthi Temat - Actrice indonésienne, connue pour son travail à Bawang Merah Bawang Putih
- Titi Kamal, actrice et chanteuse indonésienne de renom
- Farah Quinn – cuisinière célèbre